# Sandra Gasparini
Sandra Gasparini (ur. 28 listopada 1990 w Vipiteno) – włoska saneczkarka, medalistka mistrzostw świata i Europy.
W reprezentacji Włoch startuje od 2004 roku. W 2007 odniosła największy sukces w karierze zostając wicemistrzynią świata w drużynie. Na mistrzostwach Europy wywalczyła medal srebrny w 2013 i trzy medale brązowe w 2008, 2012 i 2014 roku w drużynie mieszanej. W Pucharze Świata startuje od sezonu 2006/2007. Najlepszym miejscem w klasyfikacji generalnej była ósma pozycja wywalczona w sezonie 2012/2013.

## Osiągnięcia

### Igrzyska olimpijskie
| Rok  | Miejsce   | Jedynki | Drużyna mieszana |
| ---- | --------- | ------- | ---------------- |
| 2010 | Vancouver | 20.     | nie rozgrywano   |
| 2014 | Soczi     | 14.     | 5.               |

### Mistrzostwa świata
| Rok  | Miejsce     | Jedynki | Drużyna mieszana |
| ---- | ----------- | ------- | ---------------- |
| 2007 | Innsbruck   | 21.     | 2.               |
| 2008 | Oberhof     | 18.     | 6.               |
| 2009 | Lake Placid | DNF     | 4.               |
| 2011 | Cesana      | 10.     | odwołano         |
| 2012 | Altenberg   | 9.      | 5.               |
| 2013 | Whistler    | 17.     | 6.               |

### Mistrzostwa Europy
| Rok  | Miejsce    | Jedynki | Drużyna mieszana |
| ---- | ---------- | ------- | ---------------- |
| 2008 | Cesana     | 12.     | 3.               |
| 2012 | Paramonowo | 6.      | 3.               |
| 2013 | Oberhof    | 6.      | 2.               |
| 2014 | Sigulda    | 8.      | 3.               |

### Puchar Świata

#### Miejsca w klasyfikacji generalnej
| Sezon     | Miejsce |
| --------- | ------- |
| 2006/2007 | 37.     |
| 2007/2008 | 17.     |
| 2008/2009 | 21.     |
| 2009/2010 | 18.     |
| 2010/2011 | =11.    |
| 2011/2012 | 9.      |
| 2012/2013 | 8.      |
| 2013/2014 | 10.     |